# بنفشه دشتی
 بنفشه دشتی(نام علمی: Viola nuttallii) نام یک گونه از سرده بنفشه است.